# Peste nera
La peste nera fu una pandemia generatasi in Asia centrale settentrionale durante gli anni trenta del XIV secolo e diffusasi in Europa a partire dal 1346, dando origine alla cosiddetta seconda pandemia di peste.
Nonostante il nome, non è certo che la malattia scatenante sia stata effettivamente la peste, anche se la quasi unanimità degli studiosi concorda che possa esserlo stato, identificando la peste nera come un'infezione di peste diffusa dal batterio Yersinia pestis, che si trasmette generalmente dai ratti agli uomini per mezzo delle pulci. Il batterio è stato isolato nel 1894 e da allora la peste è curabile, ma se non trattata adeguatamente, e nel XIV secolo non era conosciuto alcun modo per farlo, la malattia risulta letale dal 50% alla quasi totalità dei casi a seconda della forma con cui si manifesta: bubbonica, setticemica o polmonare.
La peste nera si diffuse in fasi successive dall'altopiano della Mongolia, prima attraverso la Cina e la Siria e poi anche alla Turchia asiatica ed europea, per poi raggiungere la Grecia, l'Egitto e la penisola balcanica. Nel 1347 arrivò in Sicilia e da lì a Genova. Nel 1348 aveva infettato la Svizzera e tutta la penisola italiana, risparmiando parzialmente il territorio di Milano; dalla Svizzera si allargò quindi alla Francia e alla Spagna. Nel 1349 raggiunse l'Inghilterra, la Scozia e l'Irlanda. Infine nel 1353, dopo aver infettato tutta l'Europa, i focolai della malattia si ridussero fino a quasi scomparire, restando però occasionalmente endemici. Secondo studi moderni, la peste nera uccise almeno un terzo della popolazione del continente, provocando verosimilmente quasi 20 milioni di vittime.
Oltre alle devastanti conseguenze demografiche, la peste nera ebbe un forte impatto nella società del tempo. La popolazione in cerca di spiegazioni e rimedi arrivò talvolta a ritenere responsabili del contagio gli ebrei, dando luogo a persecuzioni e uccisioni; molti attribuirono l'epidemia alla volontà di Dio e di conseguenza nacquero o si affermarono diversi movimenti religiosi. Anche la cultura fu notevolmente influenzata: Giovanni Boccaccio utilizzò come narratori nel suo Decameron dieci giovani fiorentini fuggiti dalla loro città appestata; in pittura, il soggetto della "danza macabra" fu un tema ricorrente delle rappresentazioni artistiche del secolo successivo.
Terminata la grande epidemia, la peste continuò comunque a flagellare la popolazione europea, seppur con minor intensità, a cadenza quasi costante nei secoli successivi.

## Precedenti storici e consapevolezza sociale delle epidemie

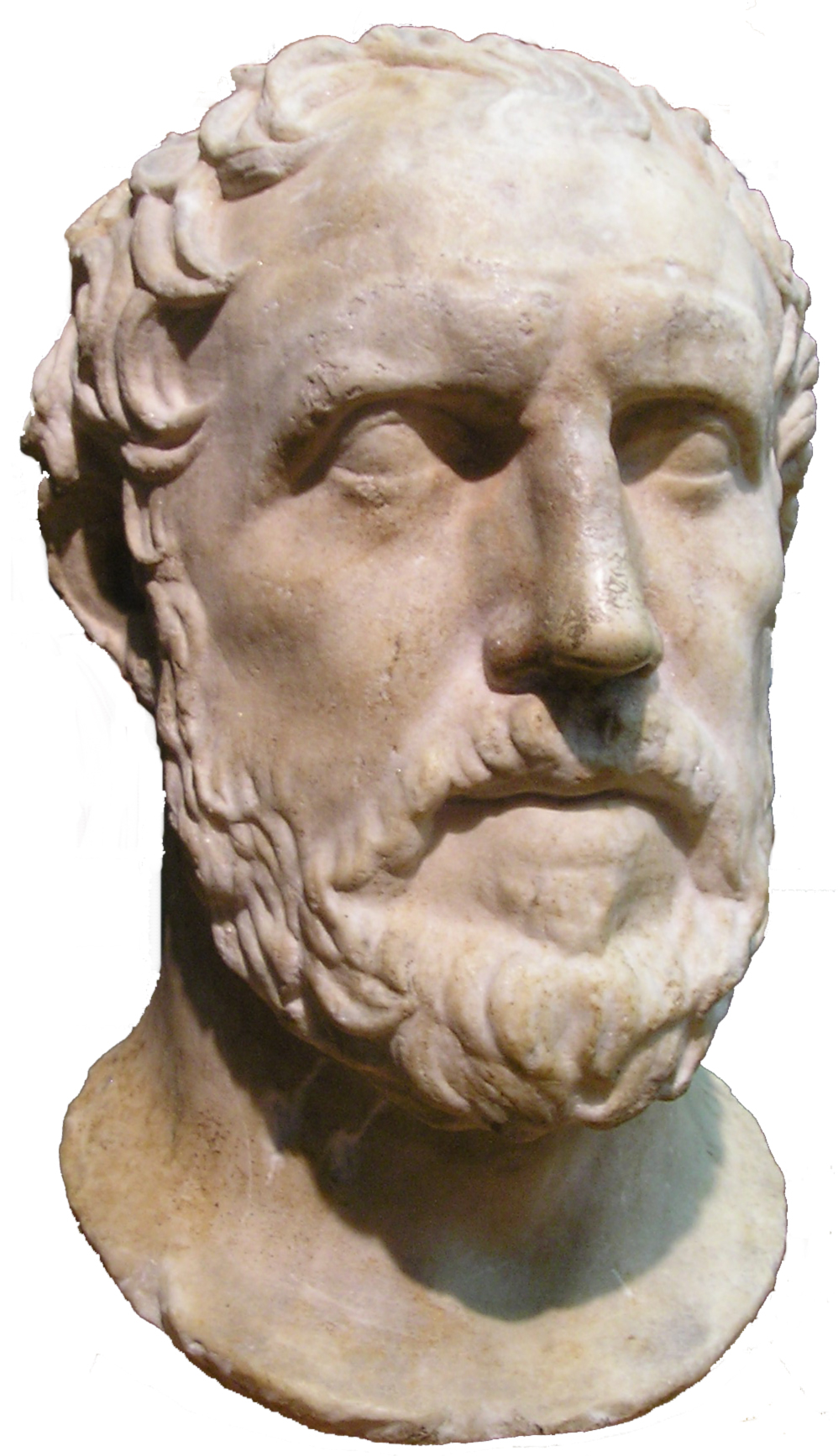
Lo storico Tucidide descrisse alla fine del V secolo a.C. la peste di Atene

Gli uomini del XIV secolo erano ben consci del concetto di epidemia, senza tuttavia possedere conoscenze sulla prevenzione né metodi di cura: le grandi pestilenze del passato erano note già dalla Bibbia, dove in Deuteronomio 32.23-24 si legge «accumulerò sopra di loro i malanni; le mie frecce esaurirò contro di loro. Saranno estenuati dalla fame, divorati dalla febbre e da peste dolorosa».
Lo storico Tucidide, nella sua Guerra del Peloponneso, descrive la pestilenza che colpì Atene negli anni della guerra contro Sparta (431-404 a.C.) e la peste, si presume, contribuì a causarne la sconfitta. Oltre a Tucidide, molti altri scrittori antichi descrissero epidemie: Galeno, Ippocrate di Coo, Platone, Aristotele, Rufo di Efeso, tra gli altri. Medici come Ippocrate e Galeno affermavano che la causa era da trovarsi nei “miasmi” dell'aria, veleni atmosferici che compromettevano l'equilibrio dell'organismo secondo la teoria umorale. Nessuno, tuttavia, mancando di nozioni di epidemiologia, riconobbe la contagiosità tra esseri umani.
Nel 541 d.C. Costantinopoli fu duramente colpita dalla cosiddetta "peste di Giustiniano", raccontata con dovizia di particolari dallo storico Procopio di Cesarea, che, dopo aver ucciso circa il 40% della popolazione della capitale bizantina, si propagò a ondate per tutta l'area mediterranea fino all'anno 750 circa e causò dai 50 ai 100 milioni di morti, arrivando pertanto a essere considerata la prima pandemia della storia. Quando la pestilenza arrivò a Roma nel 590, la leggenda vuole che fosse stata fermata grazie a una processione penitenziale voluta da papa Gregorio I, durante la quale era apparso l'arcangelo Michele.
Neanche il mondo musulmano fu risparmiato: a partire dall'Egira, si conoscono almeno cinque pestilenze, ossia la "peste di Shirawayh" (627-628), la "peste di 'Amwas" (638-639), la "peste violenta" (688-689), la "peste delle vergini" (706) e la "peste dei notabili" (716-717).
Gli uomini del XIV secolo erano consapevoli dell'esistenza di altre malattie epidemiche, come il vaiolo o il morbillo; tuttavia, poiché chi sopravviveva a tali condizioni risultava immune per il resto della vita, ritenevano che le epidemie riguardassero esclusivamente i bambini. Inoltre non erano a conoscenza della possibilità di contagio tra uomini, considerando le condizioni che interessavano solamente i singoli e ignorando il concetto di trasmissibilità delle malattie.

## Origine dell'espressionepeste nera
Il termine peste (dal latino pestis, "distruzione, rovina, epidemia") indicava nel Medioevo molte malattie caratterizzate da alta mortalità e diffusione, quali il colera, il morbillo o il vaiolo; l'espressione peste nera nacque dall'osservazione che nel Trecento si poté fare dei sintomi che essa provocava sulle persone, ovvero, fra gli altri, la comparsa di macchie scure e livide di origine emorragica che si manifestavano sulla cute e le mucose dei malati. I contemporanei solitamente si riferirono a tale pandemia come febris pestilentialis, infirmitas pestifera, morbus pestiferus, morbus pestilentialis, mortalitas pestis o semplicemente pestilentia. Gli autori coevi al morbo utilizzavano anche i termini "grande peste" e "grande pestilenza".
L'epidemia della metà del Trecento è nota anche con l'epiteto di Morte nera (dal latino mors nigra). Il termine venne utilizzato per la prima volta nel 1350 da Simon de Covino (o Couvin), astronomo belga autore del De judicio Solis in convivio Saturni, un componimento in cui ipotizzò che il morbo fosse l'esito di una congiunzione tra Saturno e Giove:

L'epidemia del XIV secolo venne chiamata "morte nera" anche nella Rerum Danicarum Historia dello storico fiammingo Johannes Isacius Pontanus, edita nel 1631, anche se in tal caso l'espressione venne resa in latino con atra mors:
Già nel trattato del XII secolo De signis et sinthomatibus egritudinum del medico francese Gilles de Corbeil il termine atra mors era stato usato per riferirsi alla febbre pestilenziale (febris pestilentialis). L'espressione morte nera (Svarti Dauði in islandese e den sorte Dod in danese) si diffuse in Scandinavia e poi in Germania, dove venne gradualmente associata al morbo del XIV secolo. Il termine venne impiegato per la prima volta in lingua inglese nel 1755. Nel 1832 l'espressione fu ripresa dal medico tedesco Justus Hecker. Il suo articolo sulla peste del 1347-1353, intitolato La morte nera, ebbe grande risonanza, anche perché pubblicato durante la grande epidemia di colera che imperversò in Europa tra il 1826 e il 1837. L'articolo fu tradotto in inglese nel 1833 e pubblicato numerose volte.

## L'Europa alla vigilia della pandemia

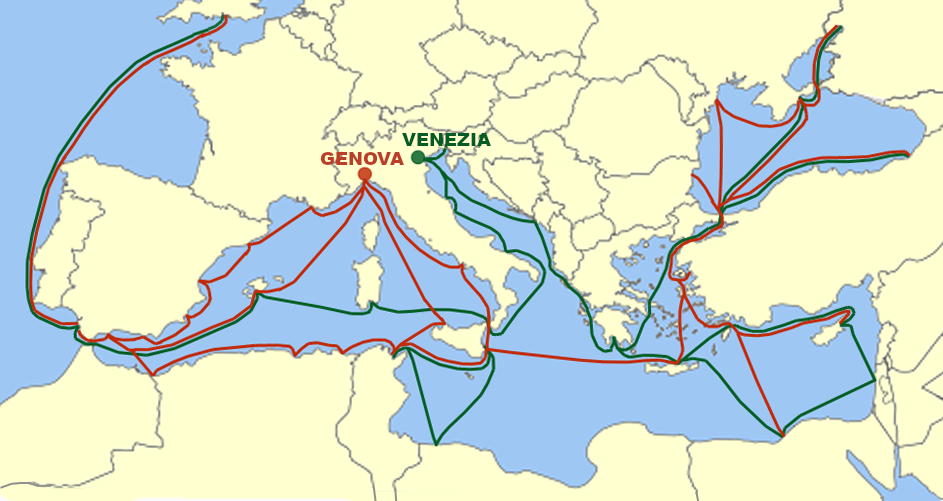
Principali rotte commerciali delle repubbliche marinare di Venezia e di Genova. La ripresa degli scambi commerciali del XIII secolo fu una delle cause principali della diffusione della peste nera.

Tra il X secolo e gli inizi del XIV si assistette in Europa a una lenta ma costante crescita della popolazione, che arrivò a raddoppiare in Francia e in Italia e addirittura a triplicare in Germania. Ciò fu favorito da una stabilizzazione delle strutture politiche che portò maggior sicurezza e da un periodo di clima mite, conosciuto come periodo caldo medievale. L'economia prosperò: dopo secoli le vie di comunicazione tornarono a essere mantenute in efficienza e così gli scambi commerciali fiorirono, spingendosi fin verso il Mar Nero e l'Impero bizantino. All'inizio del Trecento molte città europee contavano oltre 10 000 abitanti ed alcune arrivarono ad averne anche 10 volte tanto; in Italia Milano aveva una popolazione di circa 150 000 persone, Venezia e Firenze 100 000, Genova 60 000, mentre Verona, Brescia, Bologna, Pisa, Siena e Palermo si fermavano alla comunque ragguardevole cifra di circa 40 000 cittadini.

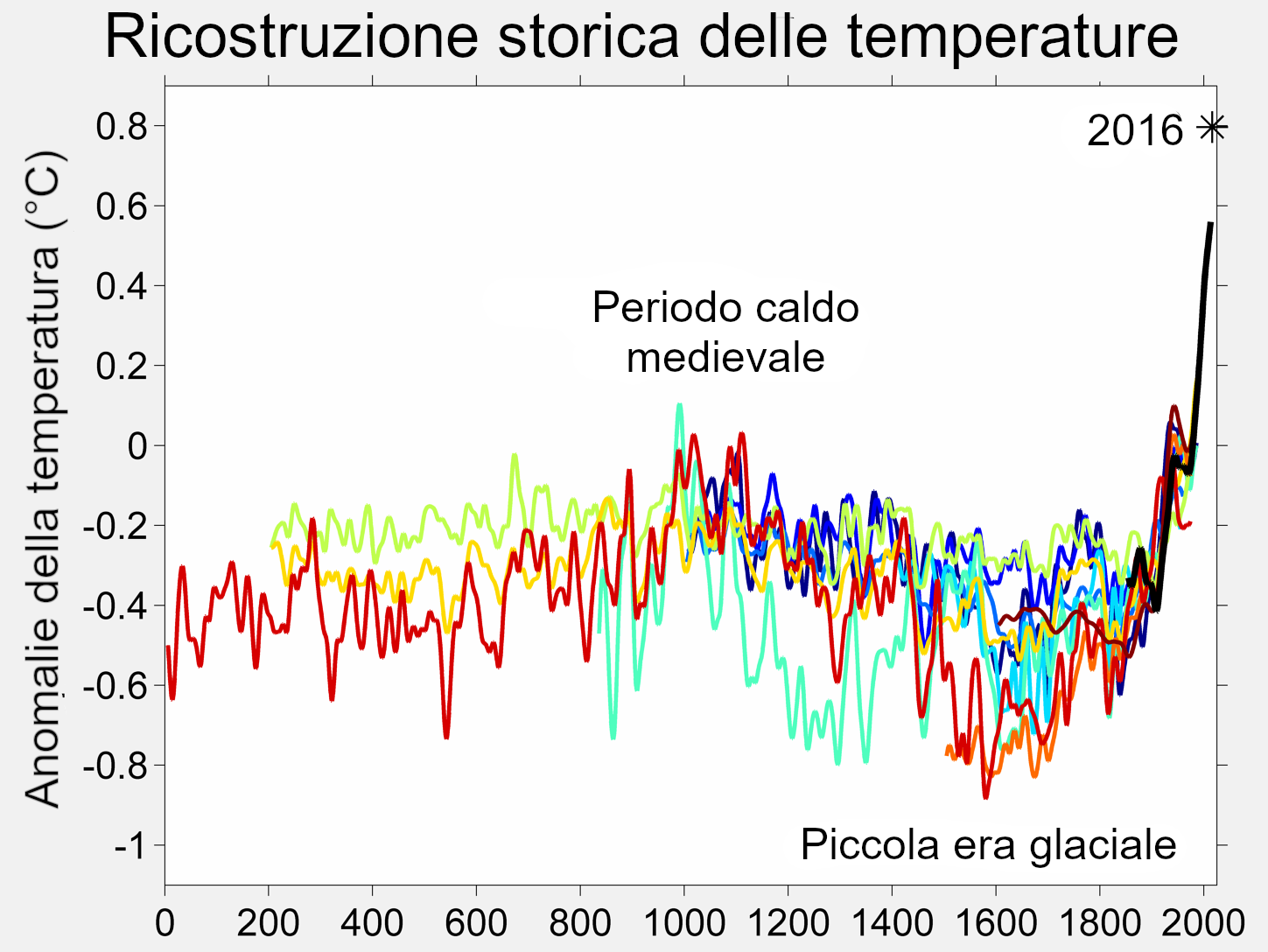
Andamento delle temperature; si può notare il periodo caldo medievale e la successiva piccola era glaciale, un generale peggioramento del clima che causò gravi carestie nel corso del XIV secolo

Per far fronte alla sempre maggior richiesta di cereali, alimento base della dieta dell'epoca, si estesero i terreni coltivati e si introdussero migliorie nelle tecniche agricole, come la rotazione triennale, e nuovi attrezzi. Tuttavia, nei primi decenni del Trecento, complice anche un generale abbassamento delle temperature, passato poi alla storia come “piccola era glaciale”, la produzione non riuscì più a soddisfare la domanda. Tra il 1315 e il 1317 l'Europa fu investita da una grande carestia come non ne accadevano da tempo, che, in alcune città, in particolare del nord, portò alla morte del 5-10% della popolazione. Altre carestie si succedettero negli anni seguenti; si ricordano quelle del 1338 e del 1343 che interessarono maggiormente l'Europa meridionale. Tra il 1325 e il 1340 le estati furono molto fresche e umide, comportando abbondanti piogge che mandarono in rovina molti raccolti e aumentarono l'estensione delle paludi esistenti. Già nel 1339 e nel 1340 vi furono epidemie, si suppone prevalentemente di infezioni intestinali, che provocarono nelle città italiane un deciso aumento della mortalità.
Ad aggravare ulteriormente la situazione, nel 1337 tra il regno di Francia e il regno d'Inghilterra scoppiò un conflitto destinato a durare oltre un secolo. I contadini, impauriti dalla guerra e non più in grado di sopravvivere con gli scarsi prodotti dei loro campi, si riversarono nelle città alla ricerca di sussistenza, andando a creare insediamenti sovrappopolati dalle condizioni igieniche assai precarie, con cumuli di rifiuti giacenti a marcire per strada e assenza di fognature, con rifiuti organici versati direttamente in strada da finestre e balconi. È questo il quadro nel quale, nell'ottobre 1347, la peste, comparsa nei porti del mar Mediterraneo, trovò le condizioni ideali per scatenare una pandemia.

## Scoppio della peste e diffusione in Europa
(Cronista svedese, annotazione locale)

### Origine

Cronologia della diffusione del morbo. Si noti che alcune aree dell'Europa furono parzialmente risparmiate. Ad esempio, a Milano, l'autoritario governo dei Visconti impose un forte controllo di merci e persone che portò a limitare le perdite a circa il 15% della popolazione, come avvenne analogamente in Polonia grazie alle misure intraprese da Casimiro III che bloccò i confini della nazione.

Nel XIV secolo la peste bubbonica risultava essere una malattia endemica tra i roditori che vivevano tra la Mongolia e il deserto del Gobi; probabilmente furono le guerre tra la popolazione mongola e cinese a provocare le condizioni sanitarie perché si diffondesse su scala mondiale. L'area di origine della pandemia sembra esser stata quella regione dell'Asia centrale settentrionale tra l'area dell'Altaj e Tuva o la vicina Cina dove ricerche moderne hanno stimato che morirono circa il 65% degli abitanti durante le epidemie che la flagellarono tra il 1331 e il 1353.
Tra il 1338 e il 1339 la pestilenza raggiunse le comunità nestoriane presso il lago Issyk-Kul, nell'odierno Kirghizistan. Le prime testimonianze scritte circa l'epidemia sono state rinvenute proprio presso questo lago, che costituiva una tappa obbligata sul cammino della Via della seta.
Nel 1345 si segnalarono i primi casi a Saraj sul Volga meridionale e in Crimea. Nel 1346 la peste fece le prime vittime ad Astrachan' e l'anno successivo il morbo raggiunse i confini dell'Europa di allora. L'Orda d'Oro, guidata da Ganī Bek, assediava Caffa, nella penisola di Crimea, capoluogo della ricca colonia genovese della Gazaria e scalo sulla Via dell'Oriente. La peste raggiunse la città al seguito dell'Orda d'Oro: le cronache dell'epoca riportano (come ha scritto lo storico francese Michel Balard sulla scorta di una cronaca anonima, attribuita al frate francescano Michele da Piazza) che gli assedianti gettavano con le catapulte i cadaveri degli appestati entro le mura della città. Gli abitanti di Caffa avrebbero immediatamente gettato in mare i corpi, ma la peste riuscì comunque a entrare in città in questo modo. Altre fonti, tuttavia, indicano più verosimilmente che la contaminazione dei genovesi fosse in realtà avvenuta per via dei ratti che passavano dalle schiere dei mongoli agli abitanti della città o, secondo una teoria recente, trasmessa attraverso i gerbilli.
Una volta a Caffa, la peste fu introdotta nella vasta rete commerciale dei genovesi, che si estendeva su tutto il Mediterraneo. A bordo delle navi che partivano dalla città nell'autunno del 1347 la peste giunse a Costantinopoli, prima città europea contagiata, e a Pera, colonia genovese sul Bosforo; dopo aver infettato la popolazione di Cipro e di Alessandria d'Egitto, alla fine del settembre del 1347 il morbo arrivò al porto di Messina.

### Diffusione in Europa

Vie di diffusione dell'epidemia in Europa e nel vicino oriente

Una volta giunta in Europa, la peste nera si diffuse rapidamente perdurando tra i sei e i nove mesi nelle aree colpite. Il tasso di mortalità medio fu di circa il 30% nel totale della popolazione, mentre il tasso di letalità fu circa il 60%. Si diffuse soprattutto nei quartieri più sovrappopolati delle città dove gli abitanti, spesso debilitati dalla malnutrizione, vivevano in condizioni igieniche precarie. Dopo essere sbarcata a Messina, si registrarono altri casi nei principali porti mediterranei, come Genova e Marsiglia. Agli inizi del gennaio 1348 giunse a Pisa, per poi diffondersi a Spalato e i vicini porti di Sebenico e Ragusa, da dove passò a Venezia il 25 gennaio 1348 per poi diffondersi, in un solo anno, in tutto il Mediterraneo.
A partire dal 1348 la malattia incominciò a diffondersi seguendo le rotte commerciali continentali più frequentate. L'Italia venne contagiata da tre direzioni: dalla Sicilia venne contagiata tutta l'Italia meridionale e il Lazio, da Genova venne contagiata tutta la Lombardia (con la notevole eccezione del Milanese), il Piemonte e la Svizzera, da Venezia venne contagiato il Veneto, l'Emilia-Romagna, la Toscana, l'Istria e la Dalmazia. In Francia, dopo aver colpito Marsiglia, risalì la valle del Rodano verso nord e dopo poco tempo raggiunse la Linguadoca e Montpellier; nell'agosto 1348 vennero coinvolte anche Carcassonne, Bordeaux, Aix-en-Provence. Ad Avignone, all'epoca sede papale, nei primi tre giorni del contagio morirono 1 800 persone. In marzo la peste aveva raggiunto Tolosa e in maggio Parigi per poi dirigersi verso la Normandia e i Paesi Bassi. Arrivata al canale della Manica non ci volle molto perché la pestilenza lo attraversasse giungendo in Inghilterra, probabilmente nel Weymouth, per poi muoversi rapidamente verso Londra, Bristol, Plymouth e Southampton.
Nel 1348, la peste penetrò nella Famiglia reale del Regno di Sicilia, nell'aprile del 1348 uccise il principe Giovanni (reggente al trono per conto del giovanissimo nipote Ludovico) che aveva cercato di scampare al contagio rifugiandosi sull'Etna. Nel 1355 fu lo stesso Re di Sicilia Ludovico ad essere contagiato e a perdere la vita a causa della peste.
Nel 1349 la peste incominciò a mietere vittime in Cornovaglia e in Norvegia. L'anno seguente fu la volta della Svezia, della Scozia, dell'Islanda, della Groenlandia, delle isole Fær Øer e Shetland. Nel dicembre dello stesso anno era giunta in Svizzera e in Germania: partendo da Venezia e passando per il Brennero, aveva raggiunto l'Austria comparendo prima in Carinzia, quindi in Stiria e infine a Vienna. Nella penisola iberica, nel 1350 morì a causa del morbo Alfonso XI, re di Castiglia e León. Questo evento fece precipitare il paese nella guerra civile, dalla quale uscì incoronato Enrico II di Trastámara, figlio di Alfonso e della sua amante Eleonora di Guzmán.
Nel 1351 giunse nel Brandeburgo e nello stesso anno si diffuse a nord est verso la Polonia, i Paesi Baltici, la Finlandia e in Russia, dove uccise nel 1353 Teognoste il Greco, patriarca della chiesa ortodossa russa, e Simeone di Russia, principe di Mosca. La sua espansione terminò una volta che giunse nelle vaste e disabitate pianure della Siberia.
Per limitare i rischi di contagio, dopo il 1347 le navi sulle quali si sospettava la presenza di peste venivano messe in isolamento per quaranta giorni (quarantena, originariamente forma veneta per quarantina). La quarantena poteva impedire che gli equipaggi mettessero piede a terra, ma non impediva che lo facessero i ratti, veri responsabili della diffusione della malattia.

## Effetti demografici

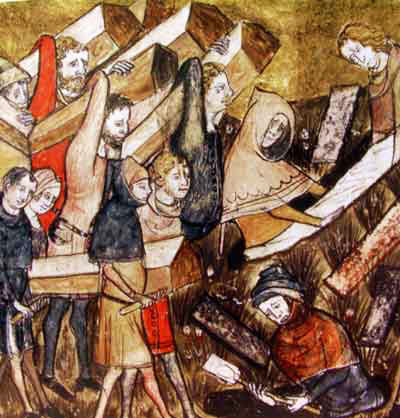
Rappresentazione della peste bubbonica che colpì Tournai nelle cronache di Gilles Li Muisis (1272-1352), abate del monastero di San Martino dei giusti, conservata nella Biblioteca reale del Belgio

Si calcola che la peste nera uccise tra i venti e i venticinque milioni di persone, un terzo della popolazione europea dell'epoca, mentre per le vittime in Asia e Africa mancano fonti certe. Le cifre devono venire considerate con prudenza, perché le testimonianze dei contemporanei riportano numeri probabilmente esagerati per esprimere il terrore e la crudeltà di questa pandemia. Per esempio, ad Avignone i cronisti dell'epoca stimarono fino a 125 000 morti, quando a quei tempi la città non contava più di 50 000 abitanti. Più affidabili i dati relativi a istituti religiosi: morirono tutti i religiosi agostiniani di Avignone, tutti i francescani di Carcassonne e Marsiglia, che erano circa 150; 153 su 160 francescani a Maguelon, 133 su 140 francescani a Montpellier. Si è stimato che, tra dicembre 1347 e maggio 1349, la città di Venezia perse circa il 60% della popolazione, vale a dire tra le 72 000 e le 90 000 vittime su una popolazione che poteva oscillare tra i 120 000 e i 150 000 abitanti, nonostante avesse adottato precocemente la quarantena. Londra contò tra i 25 000 e i 50 000 decessi su 125 000 abitanti.
In Toscana, a San Gimignano morì il 70% degli abitanti, mentre a Prato scomparve il 38% dei nuclei familiari così come ne scomparve il 70% a Brema, il 25% a Lubecca e il 50% a Magdeburgo.
Più delle cifre sono i destini individuali a dare un'idea concreta delle devastazioni della peste: Agnolo di Tura, cronista senese, lamentava di non trovare più nessuno che seppellisse i morti e di aver dovuto seppellire con le proprie mani i suoi cinque figli. John Clyn, l'ultimo monaco ancora in vita in un convento irlandese a Kilkenny, poco prima di morire egli stesso di peste metteva sulla carta la sua speranza che all'epidemia sopravvivesse almeno un uomo, che potesse continuare la cronaca della peste che egli aveva cominciato. Molti furono i religiosi che perirono, chiamati a dare conforto agli appestati ammalandosi sovente loro stessi; nella diocesi di York morì circa il 40% del clero locale.
La peste nera non colpì tutta l'Europa con la stessa intensità: alcune rare zone rimasero quasi immuni dal contagio (come alcune regioni della Polonia, il Belgio e Praga), altre invece furono quasi spopolate. In Italia la peste risparmiò parzialmente Milano che contò 15 000 morti su una popolazione di circa 100 000 anime, mentre a Firenze uccise quattro quinti degli abitanti. Sono state fatte supposizioni sul perché Milano riuscì a limitare i decessi: alcune di esse si focalizzano sulla forte autorità dei Visconti che imposero rigide limitazioni sull'ingresso di merci e persone in città, e segregarono in casa le famiglie in cui si sospettava che tra i membri vi fosse un infetto, mentre altri suggeriscono che il motivo sia da trovarsi nei vasti territori rurali poco fuori dalla città che permisero a molti di trovare un rifugio. Anche Anversa venne colpita con relativa clemenza, perdendo il 20-25% della propria popolazione. In Germania invece, mentre il meridione venne prevalentemente risparmiato, Amburgo, Brema e Colonia vennero colpite in maniera massiccia. Gli effetti sulla popolazione furono senz'altro più gravi in Francia e in Italia che in Germania. In Scandinavia ebbe un effetto disastroso; specialmente in Norvegia, dove la pandemia colpì così forte da lasciare la popolazione senza sovrani: fu in quel momento che i tre regni nordici di Danimarca, Norvegia e Svezia si unirono sotto la guida della regina Margherita I di Danimarca.
Furono necessari alcuni secoli perché la popolazione europea ritornasse alla densità precedente la pandemia. David Herlihy, medievalista statunitense, nota che il numero degli abitanti dell'Europa cessò di calare solo nei primi decenni del XV secolo e che nei cinquant'anni successivi rimase stabile, per poi riprendere lentamente ad aumentare attorno al 1460.

## Conseguenze a lungo termine

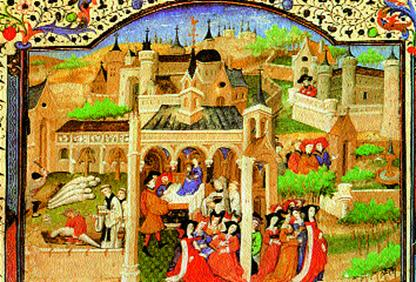
Peste nera a Firenze in una edizione del Decameron di Giovanni Boccaccio

La peste nera provocò un mutamento profondo nella società dell'Europa medievale, tanto che dopo il 1348 non fu più possibile mantenere i modelli culturali del XIII secolo. Le gravissime perdite in vite umane causarono una ristrutturazione della società dagli effetti positivi nel lungo termine: il crollo demografico rese disponibile a una percentuale significativa della popolazione terreni agricoli e posti di lavoro remunerativi; i terreni meno redditizi vennero abbandonati, e in alcune zone ciò portò all'abbandono di interi villaggi; le corporazioni, per necessità, ammisero nuovi membri, cui prima si negava l'iscrizione; i fitti agricoli crollarono, mentre le retribuzioni nelle città aumentarono sensibilmente. Per questo, dopo la peste un gran numero di persone poté godere di un benessere in precedenza irraggiungibile. L'aumento del costo della manodopera richiese una maggiore meccanizzazione del lavoro, così il tardo Medioevo divenne un'epoca di notevoli innovazioni tecniche. La ritrovata prosperità nei commerci comportò lo sviluppo delle scienze bancarie e delle tecniche contabili: vennero introdotte le lettere di cambio e la partita doppia, le attività creditizie conobbero un rapido impulso. Tra le innovazioni, lo storico David Herlihy cita l'esempio della stampa: fino a quando i compensi degli amanuensi erano rimasti bassi, la copia a mano era una soluzione soddisfacente per la riproduzione delle opere. L'aumento del costo del lavoro diede il via a una serie di esperimenti che sfociò nell'invenzione della stampa a caratteri mobili di Johann Gutenberg. Sempre Herlihy ritiene che l'evoluzione della tecnica delle armi da fuoco sia da ricondurre alla carenza di soldati.

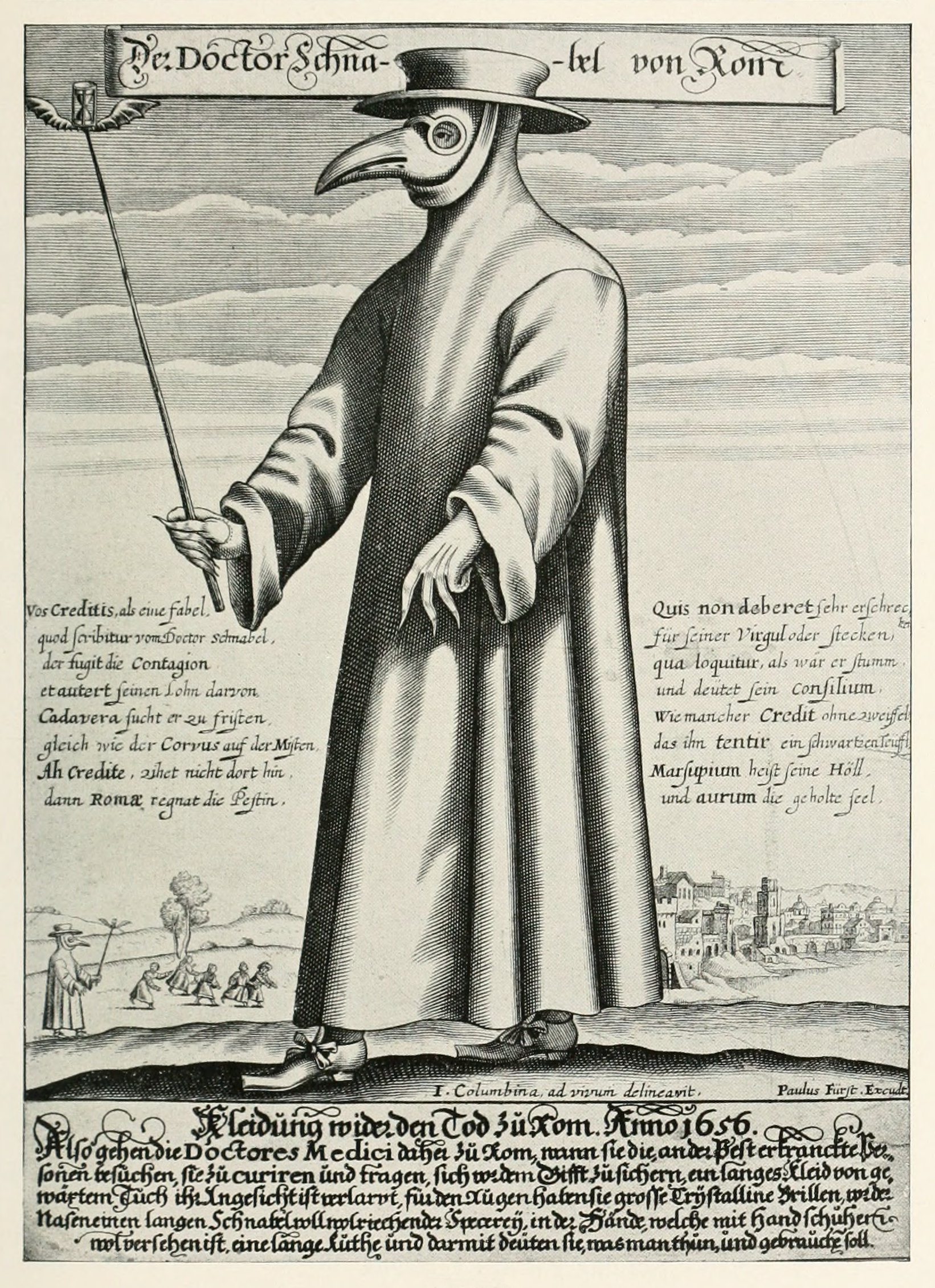
Abito del medico della peste del XVII secolo, successivamente alla peste nera le autorità cittadine emanarono decreti e ordinanze per scongiurare, inutilmente, nuove epidemie e istituirono uffici sanitari

Come conseguenza della pandemia del 1347-1353, le autorità incominciarono a sviluppare, e continuarono a farlo per i quattro secoli successivi, ordinanze e regolamenti atti a tentare di prevenire o curare la peste che, ciononostante, continuò a ripresentarsi a cadenza quasi periodica. Ogni qualvolta ci fosse un'avvisaglia di una nuova epidemia, si prese l'abitudine di limitare i movimenti di merci e persone istituendo quarantene, certificati sanitari e migliorando le condizioni igieniche delle città. Basandosi sulla teoria dei “miasmi”, venivano bloccate le attività che producevano cattivi odori e allontanate alcune categorie di persone considerate “moralmente inquinanti”, come prostitute, vagabondi e altri “peccatori”. Successivamente si provvedette a creare comitati o ufficiali sanitari provvisori. Ad esempio, Milano istituì un ufficio di sanità permanente nel 1450 e realizzò il lazzaretto di San Gregorio, progettato nel 1488. Nel 1486 fu la volta di Venezia mentre a Firenze si dovette aspettare il 1527. Parigi ne costituì uno nel 1580, ma già da circa 30 anni aveva affrontato il problema con l'emanazione di ordinanze e norme per affrontare le epidemie. Verso la fine del XVI secolo, Amsterdam istituì un servizio di rimozione dei rifiuti dalle strade, al fine di migliorare le condizioni igieniche nel tentativo di prevenire focolai epidemici, costruì un lazzaretto, e decise di porre un medico professionista tra i magistrati che si occupavano della sanità pubblica. A Londra si preferì per lungo tempo la segregazione domiciliare rispetto al confinamento in un lazzaretto.
A lungo termine la peste fece sì che la medicina medievale si emancipasse dalla tradizione galenica. Le bolle pontificie di papa Sisto IV e papa Clemente VII consentirono che si sezionassero cadaveri, pur di scoprire le cause dalla malattia; il medico fiammingo Andrea Vesalio (1514 - 1564) fu uno dei primi a intraprendere lo studio autoptico del corpo umano con intento metodico. La ricerca diretta sul corpo umano per mezzo di studi anatomici ebbe un maggior impulso dopo la peste, un primo passo in direzione della medicina moderna e della scienza empirica. Tuttavia dovettero trascorrere quasi duecento anni prima che il medico veronese Girolamo Fracastoro (1483-1533) si confrontasse in maniera più sistematica con l'idea di contagio.
Secondo alcuni storici della cultura, tra cui in particolare l'austriaco Egon Friedell, la peste nera causò la crisi delle concezioni medievali di uomo e di universo, scuotendo le certezze della fede che avevano dominato fino ad allora, vedendosi in ciò un rapporto causale diretto tra la catastrofe della peste nera e il Rinascimento.

## La peste nera dal punto di vista medico-scientifico
Se all'epoca medici e autorità sanitarie non possedevano conoscenze sufficienti per identificarne la causa e i rimedi, attribuendone sovente la cagione a significati religiosi, in epoca moderna si è ritenuto che l'agente eziologico più accreditato della peste nera sia il bacillo Yersinia pestis. Isolato alla fine del XIX secolo, tale bacillo viene trasmesso dai ratti all'uomo attraverso le pulci, in particolare le specie Xenopsylla cheopis e Pulex irritans. Il microrganismo, una volta penetrato attraverso la cute, raggiunge i linfonodi ingrossandoli e causando i caratteristici "bubboni", riuscendo, talvolta, a raggiungere il flusso sanguigno e i polmoni dando origine a forme ancora più letali. I sintomi più frequenti sono febbre elevata, mal di testa, dolori articolari, nausea e vomito, oltre ai già citati bubboni; negli stati più avanzati compaiono letargia, ipotensione e dispnea che conferiscono al malato un colorito scuro, da cui il nome peste nera; la morte sopraggiunge in pochi giorni. Nel corso degli anni sono state avanzate ipotesi diverse sulle cause della peste nera che non hanno però riscosso un pieno successo nella comunità scientifica, anche perché i sintomi descritti dai vari autori antichi differiscono non poco da quelli prodotti nelle epidemie di peste moderne.

### Cause e rimedi del tempo
I medici dell'epoca rimasero disorientati di fronte al fenomeno, per loro incomprensibile; la loro formazione infatti prevedeva una solida preparazione filosofica, che impegnava la maggior parte del loro studio. Le teorie mediche risalivano all'antichità, a Ippocrate e Galeno, secondo i quali le malattie nascevano da una cattiva miscela (discrasia) dei quattro umori del corpo: sangue, flemma, bile gialla e bile nera. L'idea stessa di contagio era sconosciuta alla medicina galenica e del tutto impensabile era ritenuta la trasmissione di malattie da animale a uomo. Per la quantità di persone contagiate dal morbo e per la velocità con cui si diffondeva, gli studiosi ricorsero a Ippocrate per definirne la causa:
(Ippocrate, Natura dell'uomo)
Basandosi su questo, i medici del tempo decisero che l'origine del male era l'aria umida e fredda che ci fu nella primavera 1348. L'idea era che questa fosse dovuta alla congiunzione di Giove, Saturno e Marte, avvenuta tre anni prima. Questa tesi fu sostenuta da vari studiosi, tra cui Guy de Chauliac e Gentile da Foligno, il quale morì di peste dopo aver elaborato la teoria del soffio pestifero. La facoltà di medicina dell'Università di Parigi, incaricata da Filippo VI di redigere una relazione sulle cause dell'epidemia, fece propria questa tesi e così questa spiegazione assunse grande autorevolezza e venne tradotta in numerose lingue europee. Altri medici ancora ne hanno attribuito la responsabilità a fenomeni terrestri, come un terremoto, un'eruzione vulcanica, un maremoto, asserendo che lo sconvolgimento dei quattro elementi (terra, acqua, aria, fuoco) potesse comportare eventi nocivi.
Il medico ottocentesco Angelo Antonio Frari nella sua opera Della peste e della publica amministrazione sanitaria riporta come molti la considerassero un castigo divino, e che altri pensassero che il morbo provenisse dall'oriente e fosse stato causato da un fuoco, caduto dal cielo o proveniente da sottoterra, che espandendosi diffondeva il morbo.

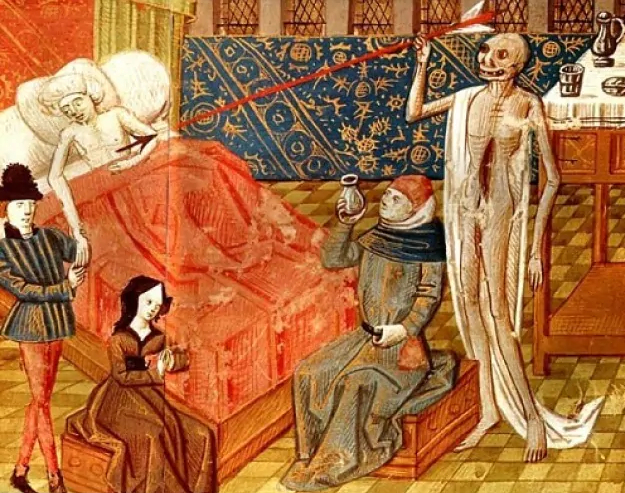
Malato di peste nera in una miniatura del XV secolo

I consigli o regimi contro la peste, opere mediche che mostravano come difendersi dal contagio, divennero quasi un genere letterario: i regimina contra pestilentiam. Questi proponevano più che altro soluzioni volte a prevenire piuttosto che curare la malattia. La maggior parte delle soluzioni proposte per evitare il contagio era il rifugiarsi in campagna, o comunque fuggire dal morbo. Poi venivano dati suggerimenti più o meno dettagliati su cosa mangiare e come vivere. Per esempio, il medico fiorentino Tommaso del Garbo consigliava di arieggiare bene le stanze, di lavarsi con aceto e acqua di rose, di mangiare cibi buoni e di astenersi dai rapporti fisici, i quali stimolavano gli umori corporei. Le terapie proposte erano quelle tipiche galeniche, quindi salassi e cauteri. I farmaci usati dovevano controbilanciare le qualità della peste; ad esempio, essendo questa umida e calda, per via dei bubboni e della febbre, si potevano usare pietre, come smeraldi e zaffiri, terre ed erbe, come l'ersicaria, che erano secche e fredde; poiché gli appestati sono pallidi, si usava lo zafferano.
Molti medici di fronte alla peste fuggivano, riferisce il cronista fiorentino Marchionne di Coppo Stefani:
(Marchionne di Coppo Stefani in Cronaca fiorentina)
In caso di peste l'unico dovere del medico era di invitare l'ammalato a confessarsi. Il rimedio cui i medici più frequentemente ricorrevano erano fumigazioni con erbe aromatiche. Papa Clemente VI, per tutta la durata dell'epidemia, rimase rinchiuso presso gli appartamenti del palazzo di Avignone; in una stanza, in particolare, erano perennemente accesi due grandi falò, dove il pontefice vi soggiornava per buona parte del tempo. È probabile che in questo modo riuscì a sfuggire al contagio, in quanto il calore allontana le pulci. Per il resto, il pontefice fece costruire e consacrare sempre più cimiteri, poiché i già presenti campisanti erano sovraffollati; anche se ciò non bastò, arrivò a consacrare persino il Rodano, dove vennero gettati i morti appestati.
Per cercare di contenere l'epidemia, i vari governi delle città italiane incominciarono a nominare funzionari addetti alla salute pubblica, come a Firenze, Venezia e Pistoia. Questi ordinarono la chiusura dei mercati, il divieto di rivendita dei vestiti degli appestati e proibirono i funerali. A Pistoia venne istituito nel 1348 il primo corpo di beccamorti. Incominciò a farsi strada anche l'idea di isolare i malati: a Milano le case dei primi appestati vennero sprangate con i malati dentro. Le città non fecero più entrare le persone provenienti da regioni in cui l'epidemia era accertata. Nel 1377 a Ragusa le navi provenienti da zone infette dovevano aspettare un mese, prima di poter entrare in porto. Per i viaggiatori terrestri i giorni divennero quaranta, poiché se una malattia si fosse manifestata dopo questo momento, secondo Ippocrate, non sarebbe potuta essere una malattia acuta, ma una cronica, quindi non peste.

### La spiegazione della medicina moderna

#### Teoria principale

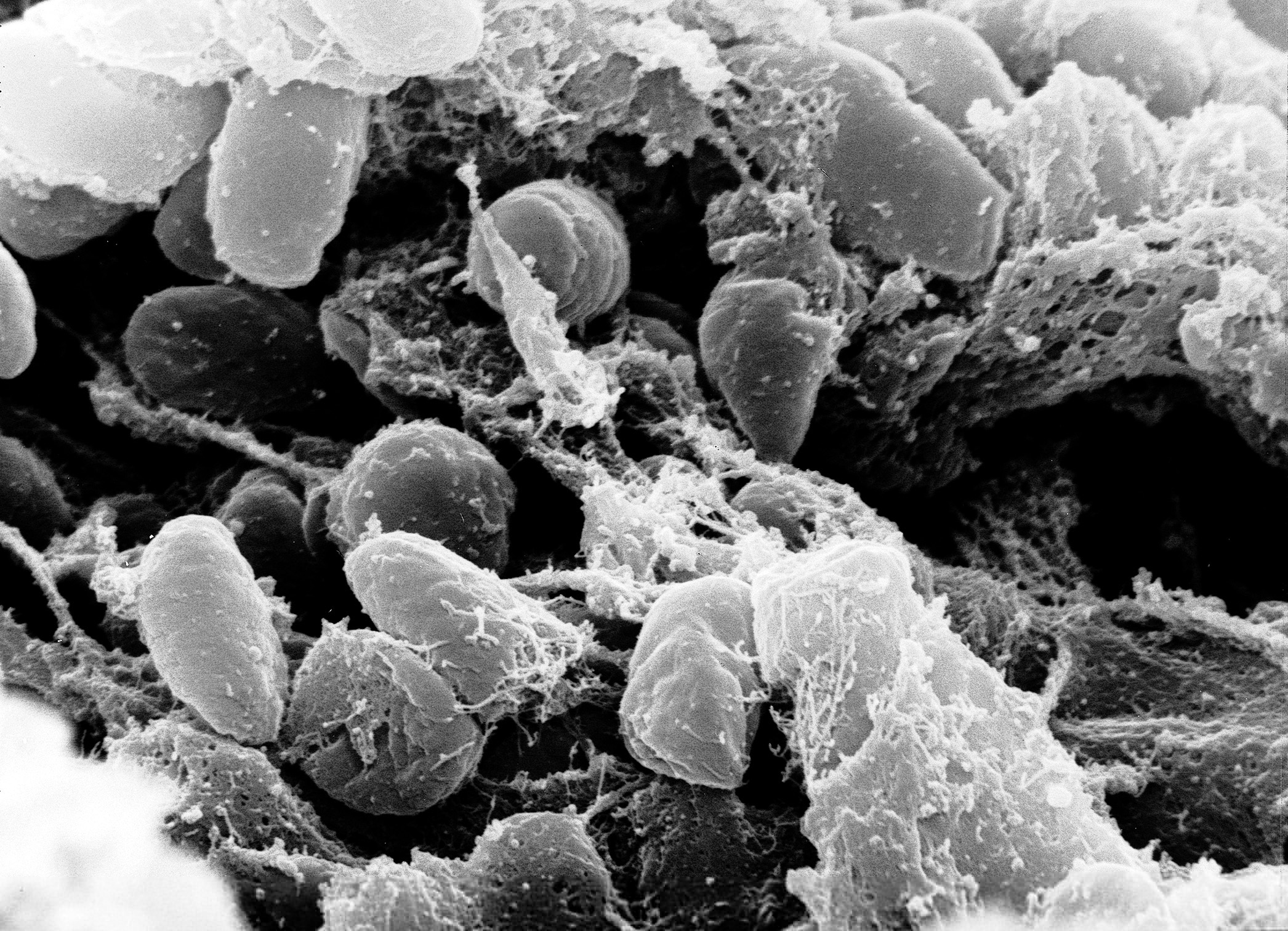
Bacilli Yersinia pestis visti al microscopio elettronico a scansione

La teoria maggiormente accreditata che identifica la causa della pestilenza è quella che ne attribuisce la responsabilità al bacillo Yersinia pestis. Tale patogeno venne scoperto e isolato da un gruppo di scienziati, tra cui il batteriologo franco-svizzero Alexandre Yersin da cui il nome, che si recò a Hong Kong nel 1894 in occasione di un'epidemia simile scoppiata nel sud della Cina nel 1865.

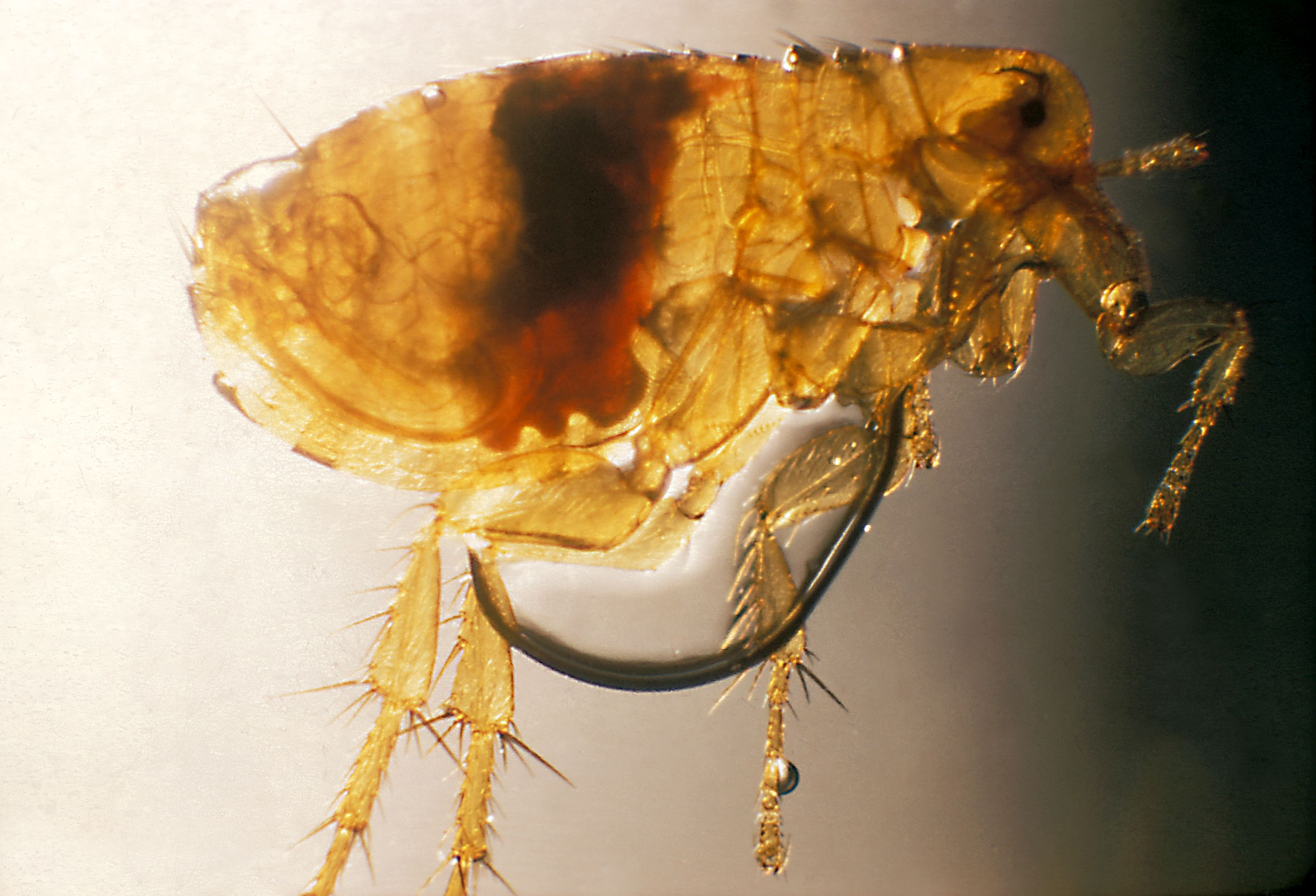
Pulce Xenopsylla cheopis infettata da Y. pestis 28 giorni dopo aver succhiato il sangue da un ratto precedentemente inoculato del batterio

Nel 1898 Paul-Louis Simond spiegò che tale bacillo si poteva trasmettere attraverso il morso di pulci infette i cui visceri erano ostruiti causandone fame e un comportamento più aggressivo. In origine il bacillo della peste viveva e si diffondeva nei ratti, quest'ultimi classificabili in due popolazioni: una resistente alla malattia, che fungeva da ospite per lo Y. Pestis e una che invece ne moriva; con la morte della seconda, le pulci passavano ad altri ospiti, compresi gli uomini, dando origine all'epidemia. Le pulci responsabili della trasmissione appartengono alla specie Xenopsylla cheopis mentre si ritiene che la pulce umana Pulex irritans sia colpevole del contagio tra uomo e uomo. Lo spostamento delle pulci dai ratti alle persone avvenne facilmente in Europa anche grazie alla scarsa igiene personale, mentre la diffusione su larga scala della malattia fu favorita dallo spostamento degli uomini, impegnati in commerci o guerre, e degli stessi ratti che affollavano le stive delle navi. Nonostante l'aria fredda e umida non sia la causa della malattia, ne favorì il diffondersi: la capacità pestigena delle pulci varia al variare delle condizioni climatiche, ed è appurato che questa aumenti in climi caldi e secchi o freddi e umidi.

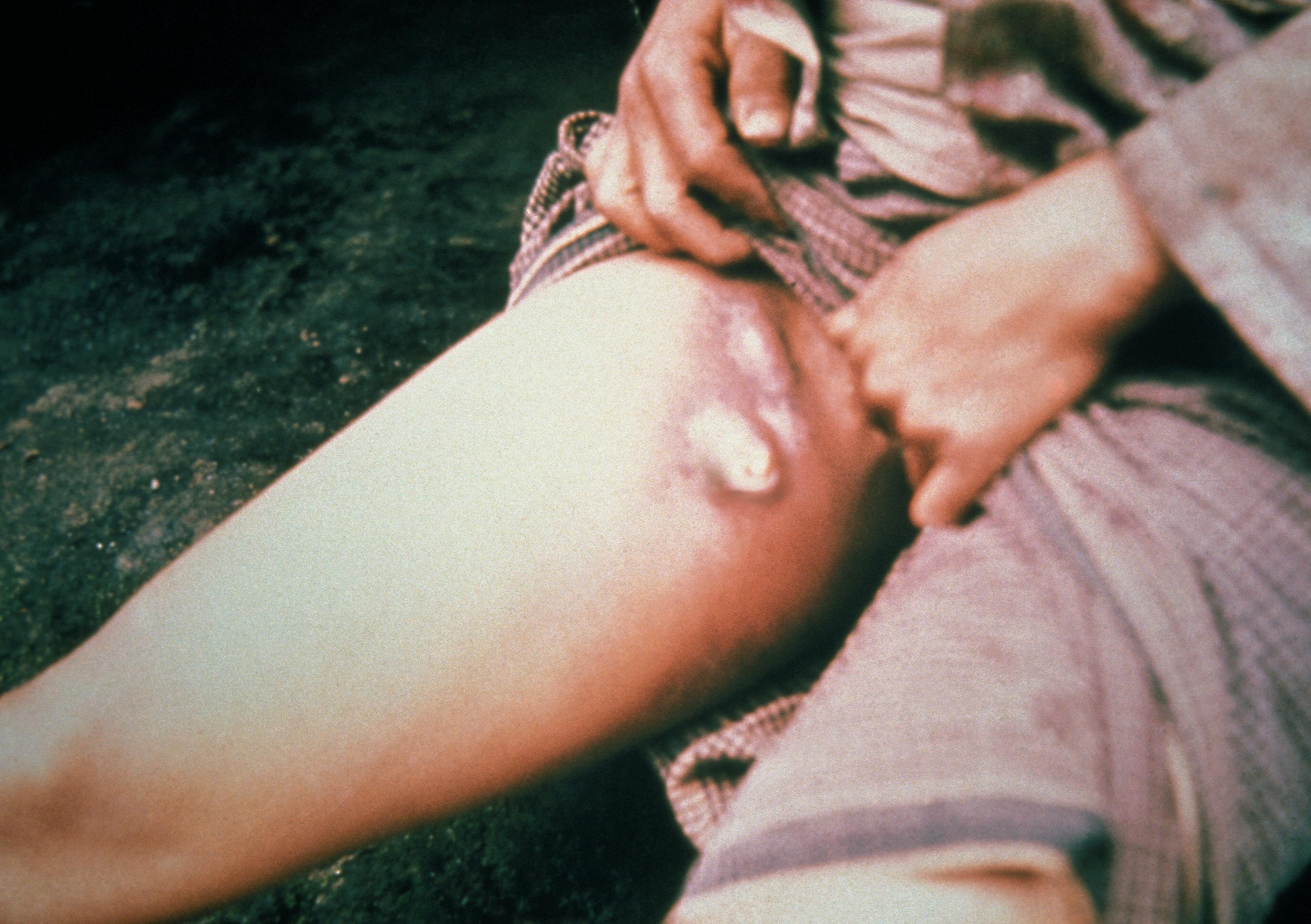
Tumefazione dei linfonodi inguinali in un soggetto sofferente di peste bubbonica

Sono state identificate tre varianti della peste. La "peste bubbonica" è causata dall'introduzione nell'organismo del bacillo Y. pestis attraverso la cute a seguito del morso di una pulce infetta; successivamente questo progredisce attraverso i vasi linfatici fino a giungere ai linfonodi, solitamente quelli ascellari o inguinali, dando luogo a un'infezione con conseguente produzione di pus e ingrossamento di questi fino a formare i caratteristici "bubboni" che le conferiscono il nome. Successivamente è possibile che il bacillo raggiunga il flusso sanguigno e da lì altri organi causando la "peste setticemica" dalla mortalità ancora più elevata. Se riesce a raggiungere i polmoni si ha la "peste polmonare", con tassi di sopravvivenza scarsissimi e facilmente diffusibile per via aerea, tramite la tosse.
I sintomi della malattia comprendono febbre tra i 38 °C e i 41 °C, mal di testa, dolori articolari, nausea e vomito, sete, diarrea, tumefazione dei linfonodi e malessere generale. Nelle forme setticemiche e polmonari può verificarsi letargia, sonnolenza, ipotensione e dispnea, tanto da conferire al malato un colorito scuro, cianotico, da cui si è coniato il nome "peste nera". In breve tempo si va incontro a sepsi e sindrome da disfunzione multiorgano giungendo poi al decesso.
Se non trattato mediante antibiotici, l'80% degli infetti della forma bubbonica muore entro otto giorni. La forma polmonare presenta invece un tasso di mortalità che arriva tra il 90 e il 95% con febbre, tosse e espettorato sanguinolento, tra i sintomi. Man mano che la malattia progredisce, l'espettorato diventa a flusso libero e rosso vivo. La forma setticemica è la meno comune delle tre, con un tasso di mortalità vicino al 100%; i suoi sintomi sono febbri alte e chiazze cutanee violacee dovute ad emorragie da coagulazione intravascolare disseminata. In caso di peste polmonare e particolarmente setticemica, il progresso della malattia è così rapido che spesso non vi è tempo per lo sviluppo dei bubboni.

#### Teorie alternative

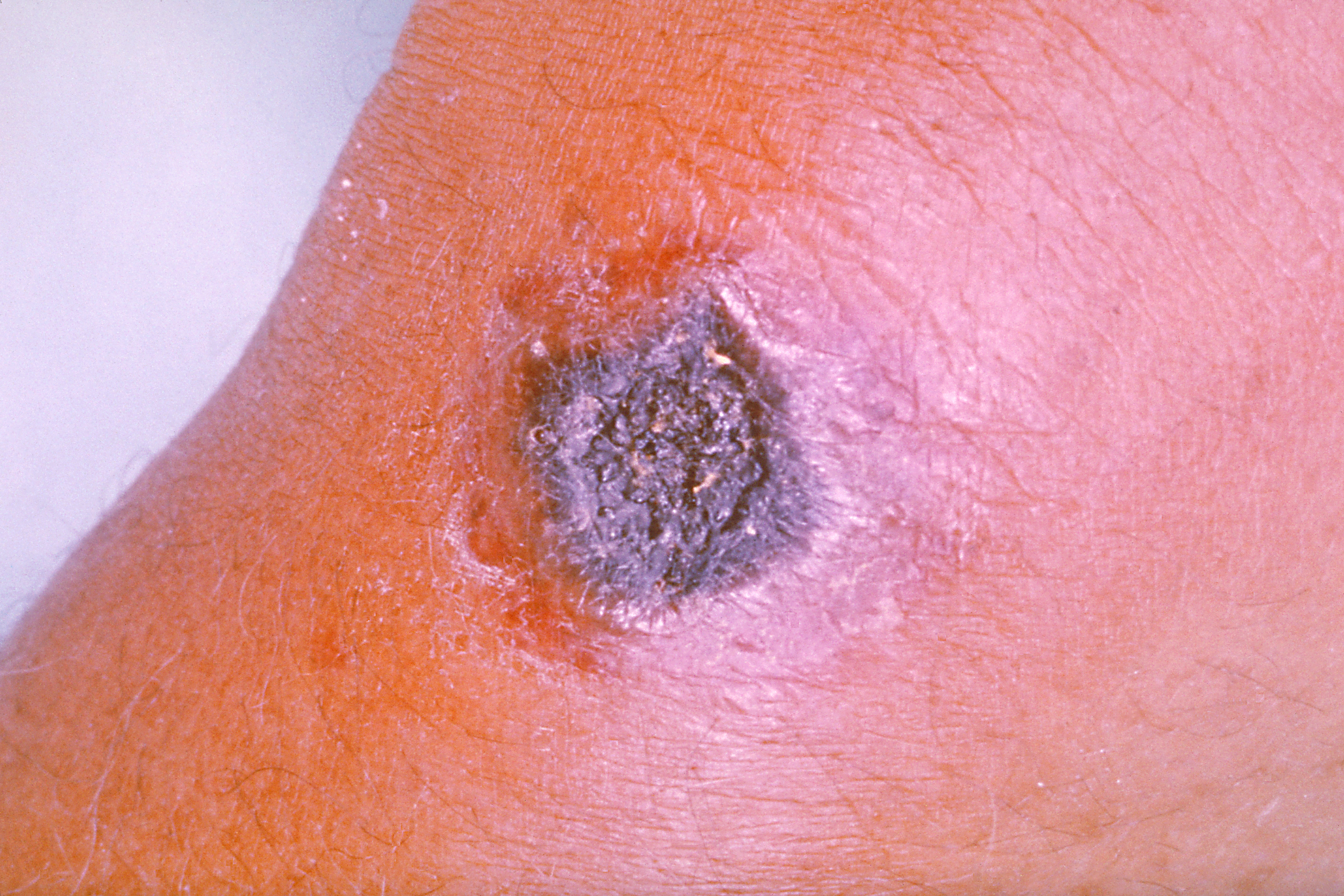
Lesione della cute in un caso di antrace. Alcuni studiosi hanno suggerito che il Bacillus anthracis sia il vero responsabile della peste del XIV secolo, tuttavia tali teorie non hanno riscontrato una piena approvazione dalla comunità scientifica

Nonostante la maggioranza della comunità scientifica attribuisca alla Yersinia pestis la responsabilità per l'epidemia del 1347-1352, sono state formulate teorie alternative: nel 1970 il batteriologo J. F. D. Shrewsbury notò che i tassi di mortalità nelle aree rurali segnalati durante la pandemia del XIV secolo erano incompatibili con la moderna peste bubbonica; nel 1984, lo zoologo Graham Twigg realizzò il primo grande lavoro per confutare la corrente teoria della peste bubbonica e i suoi dubbi vennero ripresi da numerosi autori, tra cui David Herlihy (1997), Susan Scott e Christopher Duncan (2001) e Samuel K. Cohn, Jr. (2002 e 2013).
Nella ricostruzione dei dati epidemiologici i ricercatori sono tuttavia ostacolati dalla mancanza di statistiche affidabili. Gran parte del lavoro è stato svolto sulla diffusione della peste in Inghilterra ma non è facile stimare la popolazione esistente all'epoca poiché gli unici censimenti disponibili sono il Domesday Book del 1086 e un secondo relativo a un testatico del 1377.
Oltre a sostenere che il numero di ratti esistenti non era sufficiente a giustificare una pandemia di peste bubbonica, gli scettici sottolineano che i sintomi non sono unici (e probabilmente in alcuni resoconti possono differire), che la trasmissione tramite pulci avrebbe avuto un significato marginale e che i risultati del DNA potrebbero essere imperfetti.
Sono state avanzate diverse teorie alternative allo Y. pestis: Twigg suggerì che la causa fosse una forma di antrace e Norman Cantor ritenne che potesse essere stata una combinazione di antrace e altre pandemie. Scott e Duncan sostennero che la pandemia fosse una forma di malattia infettiva emorragica simile all'ebola. L'archeologo Barney Sloane ha sostenuto che non ci sono prove sufficienti e che la peste si diffuse troppo rapidamente per sostenere la tesi secondo cui Y. pestis si diffuse dalle pulci dei ratti; egli sostiene che la trasmissione deve essere stata esclusivamente da persona a persona.
Tuttavia, nessuna teoria alternativa ha mai ottenuto un'accettazione diffusa. Molti studiosi che sostengono lo Y. pestis come il principale agente della pandemia suggeriscono che la sua estensione e i suoi sintomi possono essere spiegati da una combinazione tra la peste bubbonica con altre malattie, tra cui la febbre tifoide, il vaiolo e le infezioni respiratorie. Oltre all'infezione bubbonica, altri indicano forme setticemiche e polmonari che spiegherebbero l'alto tasso di mortalità e i sintomi aggiuntivi riscontrati.

## Peste e religione

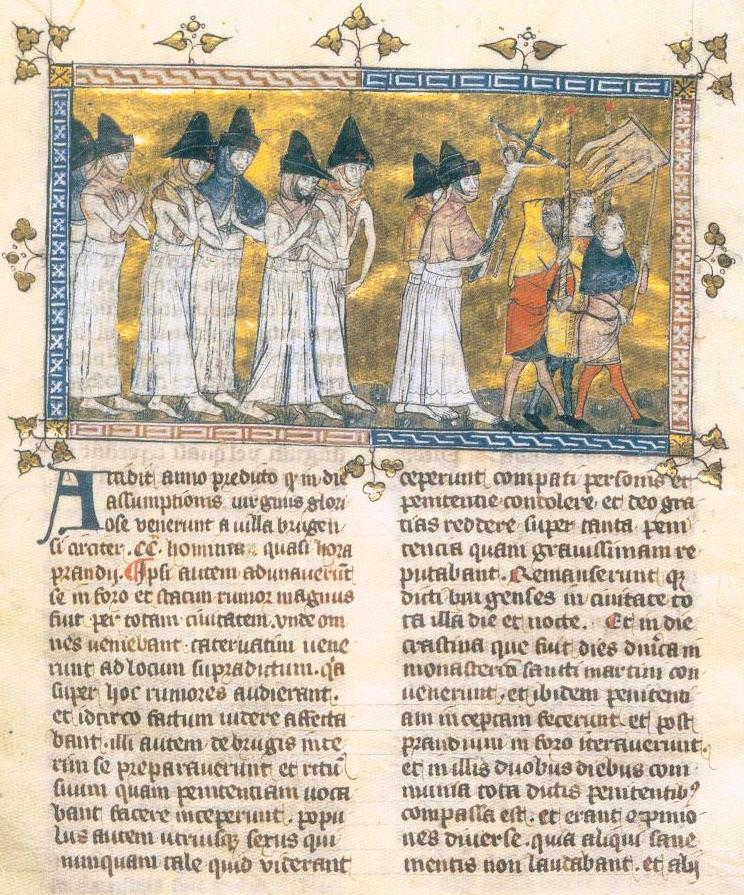
Rappresentazione di flagellanti in un manoscritto di Gilles Li Muisis del 1350, conservato nella Biblioteca reale del Belgio

Quasi tutti i contemporanei ritennero che la peste fosse un volere di Dio e cercarono conforto e giustificazione nella religione. I musulmani furono portati ad accettare la malattia con rassegnazione e umiltà, arrivando a considerarla un dono che avrebbe consentito alle vittime di entrare immediatamente nella Janna, il paradiso musulmano, come se si fosse morti in una guerra santa. Gli ʿulamāʾ, esperti in scienze religiose, esortarono i fedeli a non fuggire da un luogo colpito né a recarvisi, poiché si sarebbe contravvenuto al volere di Allah. Un'ipotesi non suffragata da evidenze scientifiche, ha attribuito la grande mortalità in Egitto all'epoca del Sultanato mamelucco burjī al fatto che i nuovi arrivati, non più originari delle steppe euro-asiatiche dei Kipchak ma per lo più Circassi, erano più fragili fisicamente ed esposti maggiormente al morbo.
 I cristiani invece vissero la pandemia in modo più personale ritenendola un castigo per i propri peccati e per il cosmopolitismo delle grandi città e del proliferare, soprattutto in Oriente, delle varie eresie. Non mancarono inoltre interpretazioni alternative e fantasiose.
In Occidente nacquero diversi movimenti religiosi in conseguenza della peste (o nel timore dell'epidemia) e molti di essi sfidarono il monopolio ecclesiastico sulla sfera spirituale. La vita quotidiana rimase segnata da rogatorie e processioni. Il culto di San Rocco, patrono degli appestati, divenne particolarmente intenso e i pellegrinaggi più frequenti. In molti luoghi sorsero chiese votive e altri monumenti, come le cosiddette "colonne della peste", volute dagli abitanti nella speranza di placare il flagello. Nella generale disperazione vi furono alcuni che decisero di gustare ogni minuto, almeno il pensiero di esso. Tra i vari movimenti cattolici che proliferarono tra la popolazione terrorizzata, menzione particolare va fatta per i cosiddetti flagellanti che praticavano, durante cortei che si spostavano da città a città, l'autoflagellazione come forma estrema di penitenza e devozione, ritenendosi ispirati da Dio. Nonostante fossero stati banditi pubblicamente da papa Clemente VI il 20 ottobre 1349, questo fenomeno perdurò fino al XV secolo. Sembra che anche l'inno Stella cœli extirpavit sia stato composto dalle sorelle del Monastero di Santa Clara, a Coimbra, in Portogallo, durante la peste agli inizi del XIV secolo.

### La persecuzione degli ebrei

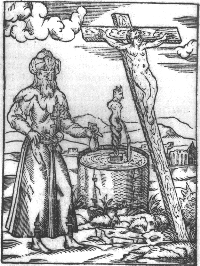
Rappresentazione di un ebreo con un turbante mentre avvelena un pozzo d'acqua per diffondere la peste nera in Europa. Incisione alsaziana basata sull'originale tardo medievale.

L'autorità ecclesiastica e civile entrò in crisi molto rapidamente, anche per l'inefficacia delle misure messe in campo contro il contagio. Nel Decameron Giovanni Boccaccio annota: «E in tanta afflizione e miseria della nostra città era la reverenda autorità delle leggi, così divine come umane, quasi caduta e dissoluta tutta per li ministri e esecutori di quelle, li quali, sì come gli altri uomini, erano tutti o morti o infermi o sì di famigli rimasi stremi, che uficio alcuno non potean fare; per la qual cosa era a ciascun licito quanto a grado gli era d'adoperare». A soffrire maggiormente di questa perdita di autorità fu chi si trovava ai margini della società medievale, come gli ebrei.

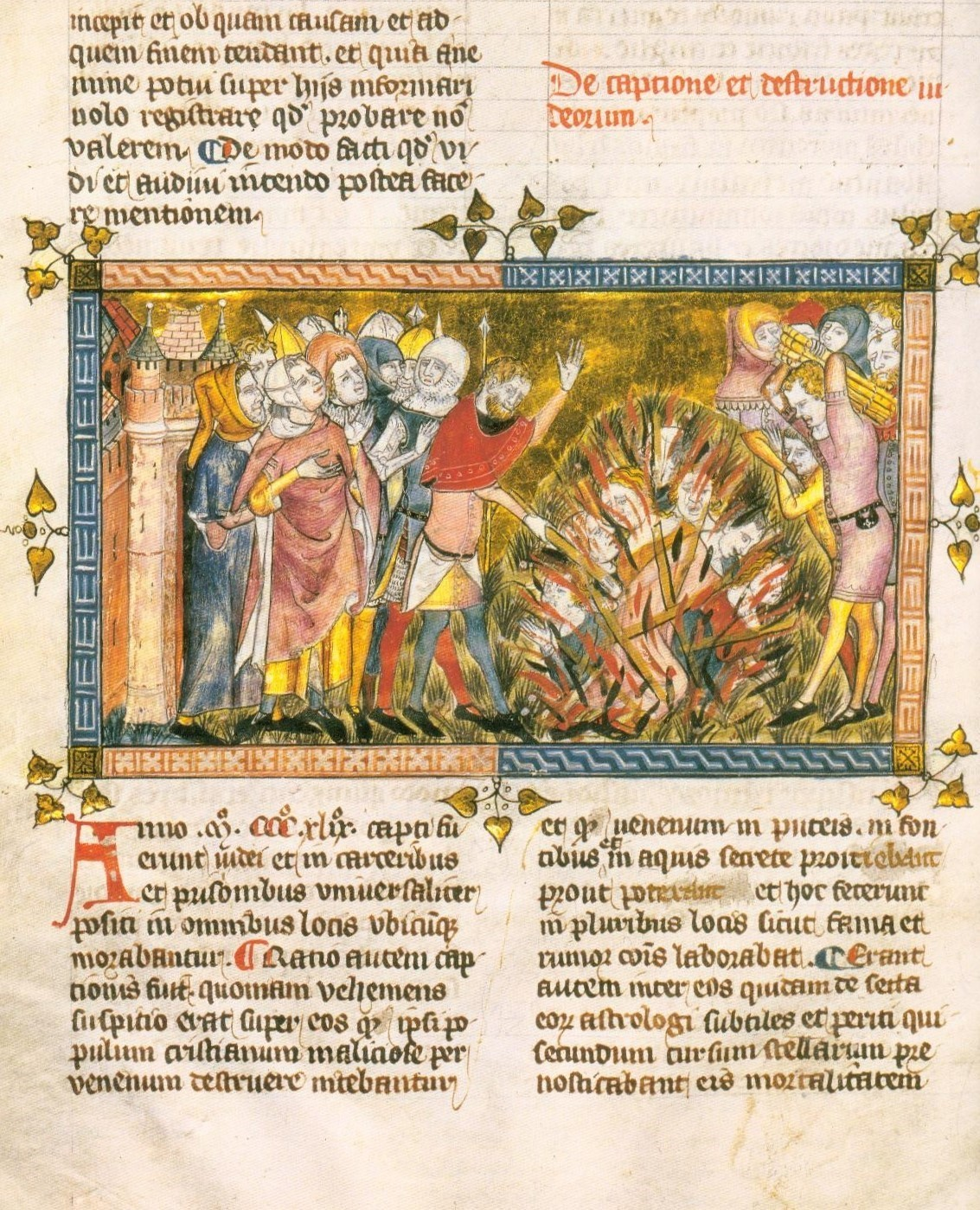
Rogo di ebrei in un manoscritto di Gilles Li Muisis del XIV secolo

Dall'arrivo in Provenza della malattia gli ebrei vennero presi di mira: a Tolone e Barcellona ci furono massacri e saccheggi causati dall'isteria generale della popolazione. Dopo questi primi avvenimenti le autorità si mossero in loro difesa: gli aggressori di Tolone vennero arrestati; la regina Giovanna I di Napoli diminuì i tributi dovuti dagli ebrei. Anche papa Clemente VI asserì che la malattia non era dovuta all'intervento umano ma aveva una causa naturale o divina e emise due bolle pontificie, il 4 luglio e 26 settembre 1349, con cui condannò le persecuzioni contro gli ebrei scomunicandone i responsabili.
L'accusa che gli ebrei avvelenassero fonti e pozzi cominciò a circolare nell'estate del 1348, tanto che in Savoia furono posti sotto tortura alcuni ebrei inquisiti che avevano ammesso questo reato. Successivamente, in un processo analogo in Svizzera, un mercante ammise che durante i suoi viaggi aveva infettato i pozzi delle città in cui era passato. Ammise inoltre che era un complotto ebraico in cui tutta la popolazione era coinvolta. Queste confessioni si diffusero rapidamente in tutta Europa e scatenarono un'ondata di violenze, soprattutto in Svizzera e in Germania. Il papa emanò una seconda bolla in cui sottolineava come anche gli ebrei morissero a causa della peste e ne ribadiva l'innocenza. Lo stesso cercarono di fare altri eruditi. A Strasburgo il governo cittadino aveva tentato di proteggere gli ebrei, ma venne esautorato dalle corporazioni. Il nuovo governo si mostrò tollerante verso l'annunciato rogo dei circa 2 000 ebrei, che ebbe luogo nel febbraio 1349, quando la peste ancora non aveva raggiunto la città.
Si è inoltre discusso sul ruolo dei flagellanti nelle persecuzioni, in passato si riteneva infatti che ancora prima dell'arrivo della peste essi avessero istigato la popolazione contro gli ebrei in città come Friburgo, Colonia, Augusta, Norimberga, Königsberg e Ratisbona. La ricerca più recente è però del parere che i flagellanti siano stati una "comoda giustificazione". Quando la peste cessò ben pochi ebrei erano rimasti tra Germania e Paesi Bassi, i più furono uccisi o si spostarono verso l'Italia.

## La peste nera nell'arte e nella letteratura

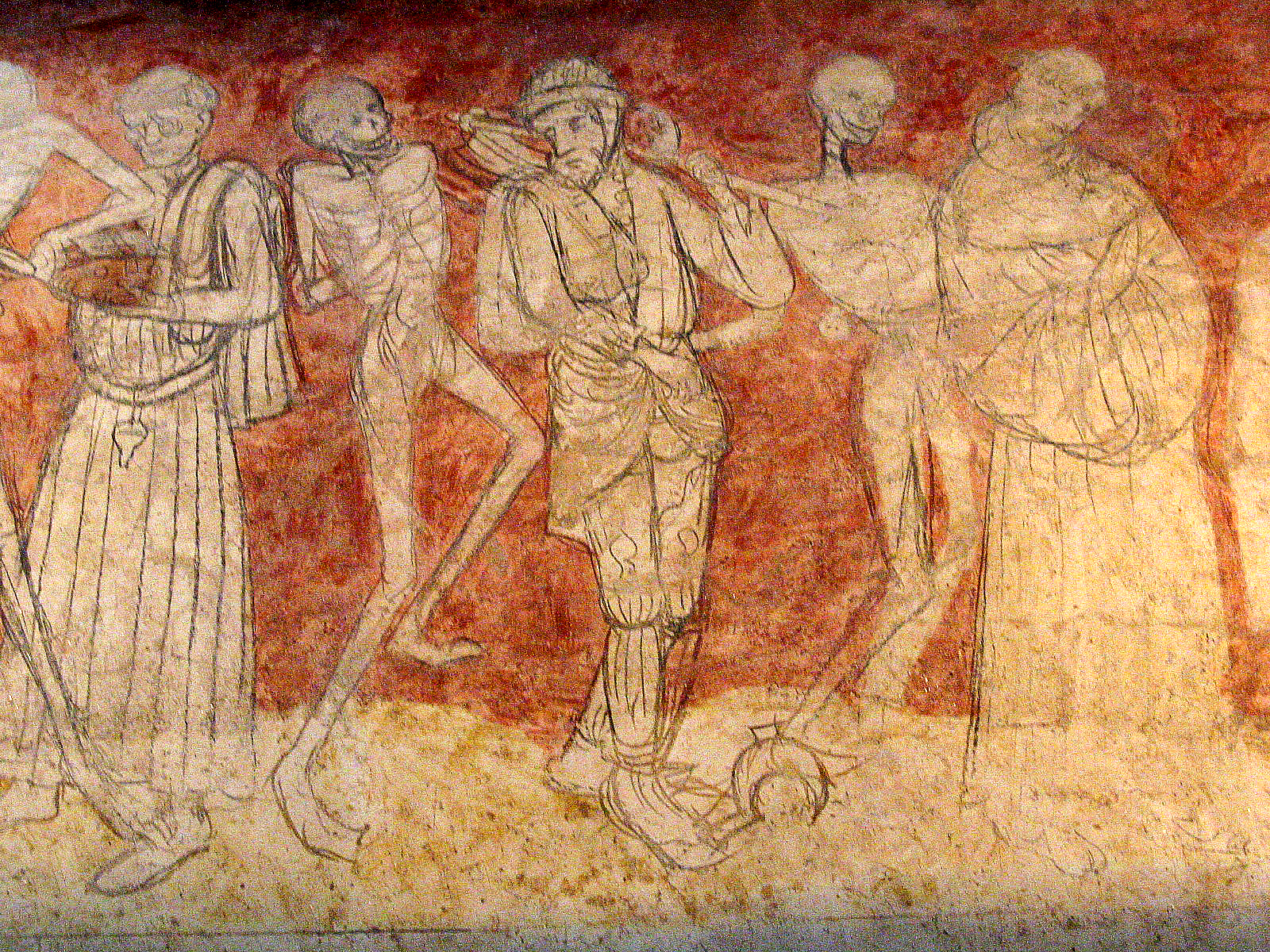
Frammento dell'affresco della Danse macabre (XV secolo) sito su una parete interna dell'Abbazia di Chaise-Dieu in Alvernia (Francia). Nella pittura del Quattrocento la danza macabra e il trionfo della Morte, probabilmente ispirate alle epidemie di peste trecentesche, furono un tema ricorrente.

La maggior parte delle opere d'arte con soggetto gli effetti o gli eventi legati alla peste nera vennero realizzati successivamente agli anni della pandemia. Un'eccezione a ciò è il Decameron di Giovanni Boccaccio, che si ritiene scritto tra il 1350 e il 1353. L'opera, una raccolta di cento novelle, è ambientata in una casa di campagna posta sulle colline fuori Firenze, a breve distanza dalla città; qui, sette giovani donne e tre giovani uomini si sono rifugiati per scampare all'epidemia che infuria in città tra la primavera e l'estate del 1348. L'introduzione del libro è una delle fonti medievali più dettagliate sull'impatto della peste in città.
Era il più da' vicini una medesima maniera servata, mossi non meno da tema che la corruzione de' morti non gli offendesse, che da carità la quale avessero a' trapassati. Essi, e per sé medesimi e con l'aiuto d'alcuni portatori, quando aver ne potevano, traevano dalle lor case li corpi de' già passati, e quegli davanti alli loro usci ponevano, dove, la mattina spezialmente, n'avrebbe potuti veder senza numero chi fosse attorno andato: e quindi fatte venir bare, (e tali furono, che, per difetto di quelle, sopra alcuna tavole) ne portavano.
Né fu una bara sola quella che due o tre ne portò insiememente, né avvenne pure una volta, ma se ne sarieno assai potute annoverare di quelle che la moglie e 'l marito, di due o tre fratelli, o il padre e il figliuolo, o così fattamente ne contenieno.»
(Giovanni Boccaccio, Decameron)
Anche Francesco Petrarca, amico di Boccaccio, fu toccato dall'epidemia: molti dei suoi amici morirono a causa del morbo e tra questi vi fu anche la Laura protagonista del Canzoniere. Tra i testi nei quali parla di questi fatti si ricordano la lettera Ad se ipsum, in cui descrive cosa accadde a Firenze in quel periodo, e nell'egloga IX, Querulo, contenuta nei Bucolicum carmen, dove a un dialogo tra Filogeo e Teofilo affida le proprie riflessioni sulle conseguenze e sul male causato dalla peste e su come vivere al meglio il tempo rimanente per essere sicuri di arrivare al Paradiso.
Anche la pittura tardo medievale ha avuto ripercussioni dalle tragedie legate alla pestilenza. In un'analisi della pittura fiorentina, lo storico dell'arte Émile Mâle evidenzia come i consueti soggetti ottimistici di fine Duecento, quali la Madonna, la Sacra Famiglia, il Bambino Gesù, lascino il posto, dopo la grande epidemia, a temi più duri e pieni di tensione. Lo storico Michel Vovelle suggerisce, altresì, che «tra il 1350 e il 1380 la pittura ha preso il colore del tempo, rispecchiandone l'inquietudine e l'austerità». La cosiddetta "danza macabra", uno dei temi iconografici più frequenti dei primi decenni del XV secolo, nella quale è rappresentata una danza tra uomini e scheletri, è stata messa in relazione con la peste del Trecento. Una delle produzioni più celebri è la Danza macabra di Lubecca, opera del pittore e intagliatore Bernt Notke, andata perduta a seguito di un bombardamento nel 1942. Inoltre, se nel Duecento la rappresentazione del Giudizio universale era tipica dei timpani delle facciate delle chiese, tra la metà del Trecento e il Quattrocento diventa sempre più frequente negli affreschi interni agli edifici. Anche l'Apocalisse diventa un tema assai frequente, si ricordi a titolo di esempio il ciclo degli arazzi di Angers realizzati tra il 1375 e il 1380 da Nicolas Bataille.
Tale tema venne ripreso da Franz Liszt per le musiche di Totentanz, composte fra il 1834 e il 1859. Il pittore tedesco del XX secolo Werner Tübke ricorse al soggetto della peste per una scena del suo monumentale dipinto dedicato alla guerra dei contadini tedeschi del XVI secolo. Anche la settima arte ha celebrato la peste nera: Il settimo sigillo, diretto nel 1957 dal regista svedese Ingmar Bergman, è probabilmente uno dei film più celebri su questo tema.

## Il ritorno della peste nei secoli successivi

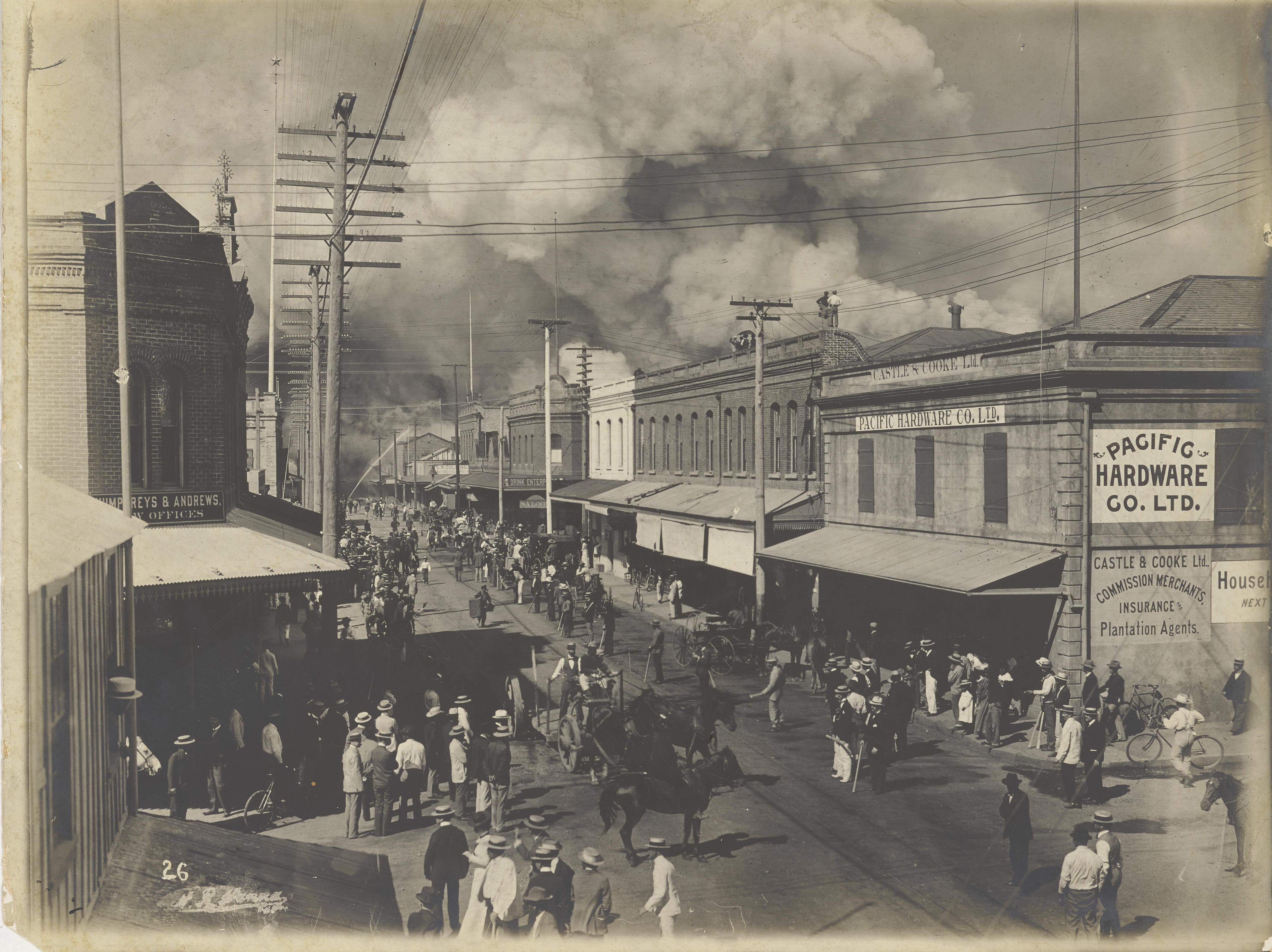
Agli albori del XX secolo ci fu la prima diffusione dell'epidemia a San Francisco, che si esaurì in due episodi: uno nel periodo 1900-1904, mentre l'altro nel 1907-1908. In foto è raffigurato l'incendio nella Chinatown di Honolulu, appiccato nel tentativo di controllare il diffondersi della peste bubbonica

Si ritiene che lo stesso agente patogeno del 1348 sia responsabile delle ricorrenti epidemie scoppiate in Europa, con vari gradi di intensità e mortalità seppur sempre inferiori alla prima, a ogni generazione, fino al XVIII secolo. È stato infatti osservato che, tra il 1347 e il 1480, la peste colpì le maggiori città europee a intervalli di circa 6-12 anni affliggendo, in particolare, i giovani e le fasce più povere della popolazione. A partire dal 1480 la frequenza incominciò a diminuire, attestandosi a un'epidemia ogni 15-20 anni circa, ma con effetti sulla popolazione non certo minori. Nel 1466 circa 40.000 parigini morirono per un nuovo scoppio della malattia. Tra il 1500 e il 1850 la peste fu presente senza soluzione di continuità in almeno un territorio del mondo islamico.

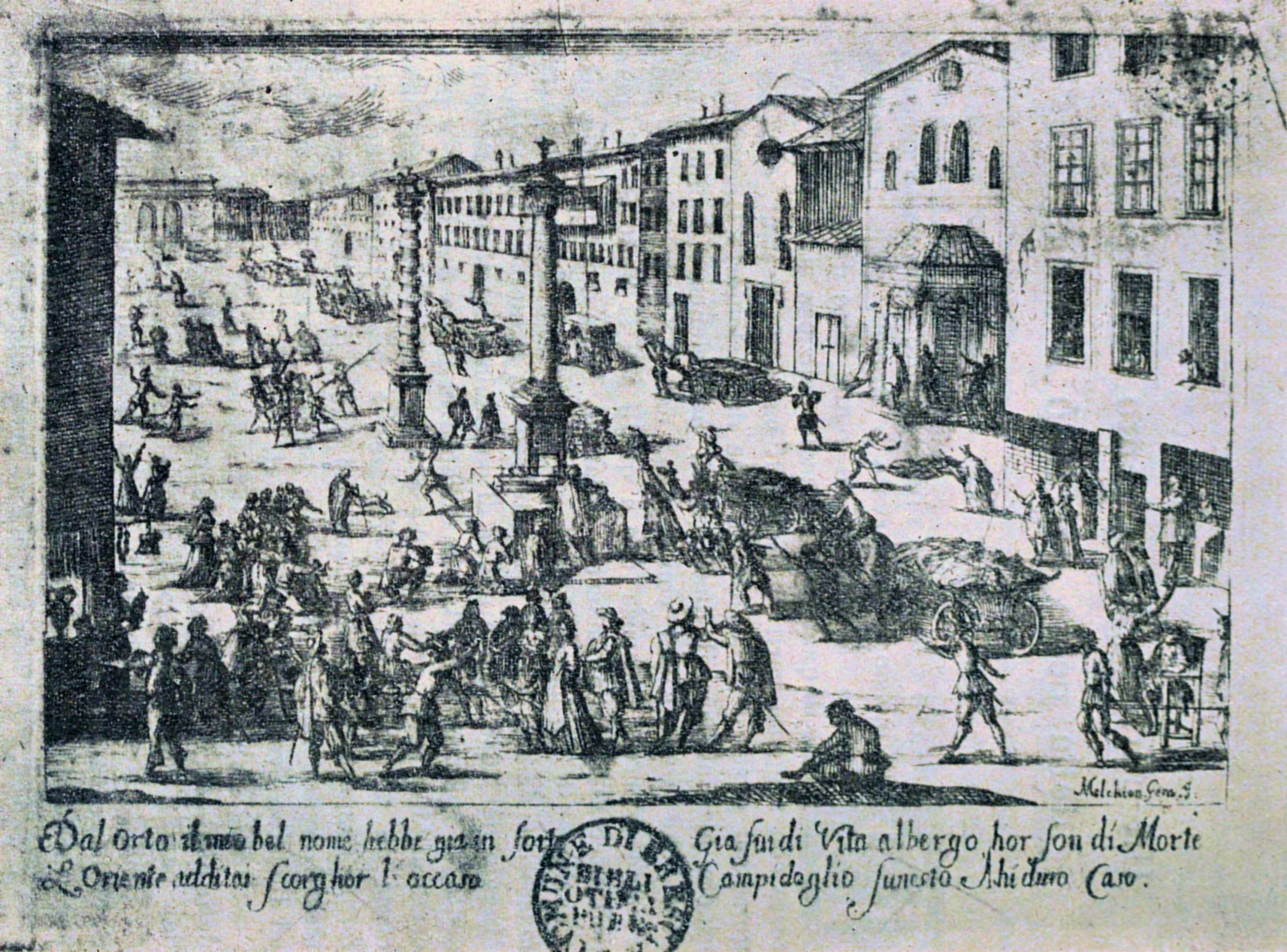
Melchiorre Gherardini, Piazza San Babila a Milano durante la peste del 1630 (Pinacoteca Tosio Martinengo di Brescia)

Importanti epidemie successivamente si registrarono nel territorio milanese nel biennio 1576-1577, nell'Italia settentrionale nel 1630 (immortalata da Alessandro Manzoni ne I promessi sposi) e a Siviglia tra il 1647 e il 1652. Nel 1661 l'impero ottomano fu pesantemente colpito mentre, tra il 1663 e il 1664, un'epidemia si propagò nella repubblica olandese uccidendo 35 000 persone nella sola Amsterdam. Da ricordarsi la grande peste di Londra, che colpì la capitale britannica tra il 1665 e il 1666, causando la morte di un numero di persone compreso tra 75 000 e 100 000, vale a dire più di un quinto dell'intera popolazione della città. L'ultima grande epidemia, e una delle più devastanti che abbia afflitto una grande città, fu quella che interessò Marsiglia nel 1720, considerata di origine vicino-orientale, e che arrivò a uccidere quasi il 50% di tutta la popolazione cittadina, a cui si dovettero sommare le vittime delle zone limitrofe.
La terza pandemia di peste partì dalla Cina nel 1855, propagandosi per tutta l'Asia e uccidendo circa 10 milioni di persone nella sola India. Dodici focolai in Australia tra il 1900 e il 1925 provocarono oltre mille morti, principalmente a Sydney; ciò portò alla creazione di un dipartimento di sanità pubblica che intraprese alcune ricerche all'avanguardia sulla trasmissione del morbo dalle pulci di ratto agli esseri umani attraverso il bacillo Yersinia pestis.